# 박노식 (성우)
박노식(朴魯植, 1984년 8월 2일 ~ )은 대한민국의 성우로, 2012년 한국방송 성우극회 공채 37기로 입사했다.

## 출연 작품

### 애니메이션
- 마이 블랭키
- 헬로 카봇 유니버스 (SBS) - 사하
- 런닝맨 - 챠밍골드
- 보루토 - 히다리
- 이토 준지 컬렉션 - 와카야마 코세츠
- 전설의 가면 조로 - 디에고/조로
- 호비와 쿠우의 어드벤처 - 어흥어흥 아저씨

### 외화
- 닥터후 시즌 8(KBS) - 스코복스 블릿처(지미 비) / 야시(조슈아 워너-캠벨) / 켈빈(올리버 배리-브룩)/ 토비아스(라모네 모건)/ 코트니의 아빠(윈스턴 엘리스)
- 닥터후 시즌 9(KBS) - 마부(가레스 베를리너)
- 닥터후 시즌 10(KBS) - 루시우스(브라이언 버넬)
- 디셉션(KBS) - 아이작(브렛 돌턴)
- 셜록 시즌 4(KBS) - 경찰(맷 영) / 어부(리처드 크레헌)
- 언더커버(KBS) - 프랜시스(존 슈바브)
- 워터 디바이너(KBS) - 터커 병장(크리스토퍼 소머스) / 아서의 동생(벤 오툴)
- 변두리 로켓 (채널J) - 카미야 / 토마 / 키후네
- 아메리칸 크라임 스토리 시즌 2 - 지아니 베르사체 암살 사건(넷플릭스) - 제프
- 팔콘과 윈터 솔져 - 토레스(대니 라미레스) / 공무원(빈스 피사니)
- 곰돌이 푸 다시 만나 행복해

### 다큐
- 2015.03.22~2015.04.05 KBS 동물의 왕국 <아프리카 잠비아의 마지막 암사자>
- 2015.04.07~2015.04.09 KBS 동물의 세계 <동물들의 놀라운 감각 세계 - 청각>
- 2015.07.20~2015.07.22 KBS 동물의 왕국 <특선 야생복귀 프로젝트>
- 2015.07.24                 KBS 동물의 왕국 <특선 야생복귀 프로젝트 북미해안의 코끼리물범>
- 2015.08.02~2015.08.09 KBS 동물의 왕국 <아프리카 잠비아의 마지막 암사자>
- 2015.09.03~2015.09.08 KBS 동물의 세계 <런던 동물원의 24시간>
- 2015.09.27                 KBS 동물의 왕국 <추석특선 와일드 알래스카의 봄>
- 2015.10.17                 KBS 동물의 왕국 <로키 산맥 퓨마의 위태로운 삶>
- 2016.03.14~2016.03.16 KBS 동물의 세계 <동물원 이야기 - 런던 동물원의 24시간>
- 2016.03.23                 KBS 동물의 세계 <포식자 게임 - 사자 대 하이에나 (1)>
- 2016.05.23~2016.05.24 KBS 동물의 세계 <올빼미의 비밀>
- 2016.05.31~2016.06.01 KBS 동물의 세계 <자연의 무법자 기발한 생존법>
- 2016.06.02                 KBS 동물의 세계 <타고난 사기꾼 기만전략 (1)>
- 2016.08.03                 KBS 리우 올림픽 특선 다큐 <올림픽 전설과의 특별한 승부>
- 2016.08.23~2016.08.24 KBS 동물의 세계 <포식자 게임 사자 대 하이에나>
- 2016.08.25~2016.08.26 KBS 동물의 세계 <포식자의 IQ 사자 대 하이에나>
- 2016.10.20~2016.10.21 KBS 동물의 세계 <동물 육아 일기 - 육아법>
- 2016.10.24~2016.10.25 KBS 동물의 세계 <동물 육아 일기 - 위대한 스승, 엄마>
- 2016.11.21~2016.11.22 KBS 동물의 세계 <기적의 야생 적응기 - 코끼리와 개미 핥기>
- 2016.11.25                 KBS 동물의 세계 <기적의 야생 적응기 - 나무늘보와 사자 (1)>
- 2016.11.27                 KBS 동물의 왕국 <로키산맥 퓨마의 위태로운 삶>
- 2016.11.28                 KBS 동물의 세계 <기적의 야생 적응기 - 나무늘보와 사자 (2)>
- 2017.03.05                 SBS 일요특선다큐멘터리 <벼랑 끝 위기 - 불법도박> (해설)
- 2017.03.08~2017.03.09 KBS 동물의 세계 <동물들의 놀라운 감각세계 - 청각>
- 2017.04.12~2017.04.13 KBS 동물의 세계 <자연의 무법자 - 기발한 생존법>
- 2017.04.14~2017.04.17 KBS 동물의 세계 <타고난 사기꾼 - 기만전략
- 2017.05.16~2017.05.17 KBS 동물의 세계 <동물 육아 일기 - 육아법>
- 2017.06.09~2017.06.10 KBS 동물의 세계 <귀염둥이 아기 코끼리>
- 2017.06.12~2017.06.13 KBS 동물의 세계 <코끼리 모녀일기>
- 2017.06.22~2017.06.23 KBS 동물의 세계 <고롱고사 - 사자의 비밀>
- 2017.06.24~2017.06.27 KBS 동물의 세계 <고롱고사 - 생태계 복원작전>
- 2017.06.28~2017.06.29 KBS 동물의 세계 <고롱고사 - 숨겨진 세계>
- 2017.06.30~2017.07.01 KBS 동물의 세계 <고롱고사 - 코끼리와의 대화>
- 2017.07.05~2017.07.06 KBS 동물의 세계 <전운이 감도는 고롱고사>
- 2017.07.07~2017.07.08 KBS 동물의 세계 <고롱고사의 비밀>
- 2017.07.30                 KBS 동물의 왕국 <수마트라 오랑우탄 최후의 서식지>
- 2017.08.04~2017.08.05 KBS 동물의 세계 <올빼미의 비밀>
- 2017.09.07                 KBS 동물의 세계 <귀염둥이 아기 코끼리>
- 2017.09.08                 KBS 동물의 세계 <코끼리 모녀>
- 2017.10.11                 KBS 동물의 세계 <기적의 야생적응기-코끼리와 개미핥기>
- 2017.10.12                 KBS 동물의 세계 <기적의 야생적응기 - 나무늘보와 사자>
- 2017.10.21                 KBS 특선다큐멘터리 <가상전쟁 제 3차 세계대전>
- 2017.10.22                 KBS 글로벌 다큐멘터리 <와일드 멕시코 - 제3부 태양의 땅, 북부>
- 2017.12.05 KBS 특집다큐 <캡틴 AI, 대항해의 꿈>
- 2019.03.16 KBS 동물의 왕국 <삶과 죽음이 공존하는 곳, 갠지스>
- 2019.03.17 KBS 동물의 왕국 <아프리카 남부의 젖줄, 잠베지>
- 2019.03.23 KBS 동물의 왕국 <거구들의 천국 아마존>

### 라디오 드라마
- 보물섬 (오디오클립)

#### 소설극장(KBS 3라디오)
- 2012.11.10 ~ 2012.12.19 이승우 <지상의 노래> (강상호)
- 2012.12.20 ~ 2013.01.24 조세희 <난쟁이가 쏘아올린 작은 공> (영호)
- 2013.01.25 ~ 2013.03.07 심윤경 <사랑이 달리다> (성민)
- 2013.03.08 ~ 2013.04.06 백가흠 <나프탈렌> (최준)
- 2013.04.07 ~ 2013.05.03 이주호,황조윤 <광해, 왕이 된 남자> (하선/광해)
- 2013.05.04 ~ 2013.07.07 김진명 <몽유도원> (법무관/나카가와)
- 2013.07.08 ~ 2013.08.02 스콧 피츠제럴드 <위대한 개츠비> (슬론)
- 2013.08.03 ~ 2013.10.02 이정명 <천국의 소년> (날치)
- 2013.10.03 ~ 2014.01.21 조정래 <정글만리> (송재형)

#### 라디오 극장(KBS 한민족 방송)
- 2012.04 김탁환 <열녀문의 비밀> (식철/조현/청운몽/이길대)
- 2012.10 고정욱 <까칠한 재석이가 돌아왔다> (아빠/댄서1)
- 2012.11 김별아 <채홍> (대신2/온녕군/전수)
- 2013.01 김탁환 <허균, 최후의 19일> (박응서/세자/박자홍)
- 2013.03 최일남 <그리고 흔들리는 배> (낭독남)
- 2013.04 양귀자 <모순> (이장우)
- 2013.06 이도우 <사서함 110호의 우편물> (김형식)
- 2013.07 박선희 <도미노 구라파식 이층집> (교사/파우스트)
- 2013.08 주호민 <신과 함께,저승편> (전욱/동료2/김희승/송제대왕/사람2(피고인/지장보살/사또)
- 2013.09 윤천수 <마지막 콜사인> (이필헌)
- 2013.10 전민식 <개를 산책시키는 남자> (남자1/작은형/남자2/담임)
- 2013.11 박범신 <소금> (오전무/명호/급우1/염전주인)
- 2014.01 최제훈 <나비잠> (장변호사)
- 2014.02 정유정 <내 인생의 스프링캠프> (차승주)
- 2014.09 류영국 <만월까지> (월산)
- 2015.06 이창훈 <라이언> (라이언)
- 2016.09 이혜린 <열정같은 소리 하고 있네> (사진)
- 2018.08 박형근 <스페이스 보이> (김신)
- 2019.01 정재한 <미남당 사건수첩> (남한준)
- 2019.08 윤고은 <해적판을 타고> (아빠)

#### 라디오 독서실(KBS 2라디오)
- 2012.02.12 김영하 <옥수수와 나> (직원)
- 2012.03.18 최민석 <부산말로는 할 수 없었던 이방인 부르스의 말로> (비트겐슈타인)
- 2012.04.22 이문구 <우리 동네 김씨> (면서기)
- 2012.05.20 김유정 <만무방> (친구)
- 2012.06.03 최인훈 <놀부뎐> (사내)
- 2012.07.08 강병융 <낙찰> (댓글2)
- 2012.07.15 하우 <모기> (소방대원)
- 2012.07.22 김재성 <노끈> (택배기사)
- 2012.07.29 박해로 <운수 나쁜 날> (덕기)
- 2012.08.05 조선희 <버들고리> (남학생2)
- 2012.08.12 최영진 <기면증> (앵커남)
- 2012.08.19 채만식 <레디메이드 인생> (C)
- 2012.09.02 김성중 <국경시장> (조영사)
- 2012.09.16 김애란 <그곳에 밤 여기에 노래> (선배)
- 2012.09.23 윤고은 <1/4 (4분의 1)> (사촌)
- 2012.09.30 작자미상 <규중칠우쟁론기 외 2편> (참관/급창)
- 2012.10.07 권여선 <은반지> (남자)
- 2012.10.21 박민규 <로드킬> (요사)
- 2012.10.28 김인숙 <빈집> (행인2)
- 2012.11.04 김중혁 <요요> (행인1)
- 2012.11.11 서유미 <당분간 인간> (기자)
- 2012.11.18 김연수 <인구가 나다> (상협)
- 2012.11.25 김종은 <버틸 수 있겠어?> (후배)
- 2012.12.02 염승숙 <레인스틱> (사람2)
- 2012.12.09 편혜영 <블랙아웃> (직원/고객2)
- 2012.12.16 백가흠 <The song> (임경섭)
- 2012.12.23 이기호 <저기 사람이 나무처럼 걸어간다> (의사)
- 2012.12.30 김숨 <옥천 가는 날> (사람1)
- 2013.01.06 작자미상 <장끼전> (기러기)
- 2013.01.13 김종광 <낙서문학사 발흥사편> (정광현)
- 2013.01.20 고송석 <이교도> (이교도)
- 2013.01.27 임은정 <기막힌 동거> (사람)
- 2013.02.10 이미경 <우울군 슬픈읍 늙으면> (최바다)
- 2013.02.17 김애란 <침묵의 미래> (청년)
- 2013.03.03 윤성희 <못생겼다고 말해줘> (주인)
- 2013.03.10 전성태 <배웅> (사내)
- 2013.03.17 최진영 <어디쯤> (남자)
- 2013.03.31 최민우 <반ː> (백반장)
- 2013.04.14 신희 <아직 오지 않은 거리> (성우남)
- 2013.05.05 김종옥 <거리의 마술사> (남우)
- 2013.05.19 김경욱 <인생은 아름다워> (교감)
- 2013.06.02 손보미 <대관람차> (해설)
- 2013.07.07 김희선 <이제는 우리가 헤어져야 할 시간> (시청직원/제임스)
- 2013.07.14 김서령 <어떤 일요일에 전하는 안부인사> (K)
- 2013.08.11 권순정 <목욕탕> (우현)
- 2013.09.01 김동인 <붉은산><무지개> (청년/성인)
- 2013.09.22 이태준 <달밤> (배달부)
- 2013.10.06 은희경 <서정시대> (그)
- 2013.10.13 계용묵 <백치 아다다> (해설)
- 2013.11.03 김덕희 <전복> (기자)
- 2013.11.10 하성란 <카레 온 더 보더> (김)
- 2013.11.24 윤성희 <이틀> (사장)
- 2013.12.08 이기호 <김 박사는 누구인가?> (일타강사)
- 2013.12.22 허진원 <미사여구 없이> (경찰)
- 2013.12.29 권여선 <봄밤> (종우)
- 2014.01.12 김승옥 <서울, 1964년 겨울> (안)
- 2014.08.24 양수련 <그리고 예외는 없다> (나/김윤)
- 2015.04.26 최은영 <한지와 영주> (한지)
- 2016.04.24 천명관 <퇴근> (남자)
- 2016.07.23 조동신 <등패> (대길)
- 2016.10.23 정길연 <알래스카 그 후> (휘)
- 2017.01.29 이서진 <아내의 정원수> (나)
- 2017.12.31 황인수 <불빛들 - 불멸의 윤동주> (몽규)
- 2018.11.18 정선임 <귓속말> (썸낭)
- 2019.06.02 안보윤 <2만원만 빌려줘> (김동주)

#### KBS 무대(KBS 한민족 방송)
- 2012.07.07 <저 먼 푸른 섬> (세웅)
- 2012.09.01 <달이 울다> (요오츠)
- 2012.09.08 <회복> (택배)
- 2012.09.22 <그 바람에 입맞춤하다> (후배)
- 2012.10.13 <연산의 꿈> (남자)
- 2012.10.21 <천년송> (중년사내/청년1)
- 2012.11.24 <무진으로 가는 길> (남자)
- 2013.01.12 <십년만의 가족식사> (새롬화환)
- 2013.01.24 <꽃이 되어 봄이 오게 하리> (20대남자)
- 2013.03.02 <그들의 수천가지 물음표 중 하나> (박병식)
- 2013.03.30 <봄날의 종소리> (직원)
- 2013.05.04 <홍제원 여인> (주사)
- 2013.05.11 <율포시곡> (담임)
- 2013.07.27 <고해> (동욱)
- 2013.09.14 <순나의 오동나무> (인부1)
- 2013.09.28 <자전거 달린다> (어린 영복)
- 2013.10.12 <청담동 개츠비> (친구3)
- 2013.11.02 <친절한 동방빈> (최나철)
- 2013.11.16 <기차는 8시에 떠나네> (경비)
- 2013.12.07 <한없이 낮은 슬픔> (남학생)
- 2013.12.28 <7층집 슬리퍼> (아저씨15p.)
- 2014.05.24 <요조숙녀 왕순진의 날갯짓> (민수)
- 2014.08.11 <처음처럼 그들> (임기석)
- 2014.12.13 <말 못하는 남자> (유대리)
- 2015.05.02 <장군멍군> (양승현)
- 2016.01.16 <황혼연가> (성호)
- 2016.04.30 <아르바론 몬살리나> (유태곤)
- 2017.01.21 <카모마일 차를 마시는 밤> (비호)
- 2017.05.20 <아빠의 방> (이진혁)
- 2018.05.12 <쉼터 9182> (임정우)
- 2018.06.09 <끝과 시작> (박희재)
- 2018.12.08 <복면선생 공일공> (피디)
- 2019.03.09 <인턴> (김준수)
- 2019.06.08 <베스트 프렌드> (윤선우)
- 2019.09.07 <몰래 한 당신> (김과장)
- 2020.03.21 <사랑의 방식> (강승진)

#### 다큐멘터리 혁신의 승부사(KBS 1라디오)
- 2013.10.28~2013.12.31 페이스북, 세상을 모두 연결하라
- 2014.01.01~2014.02.28 모니터에 한글이 뜨기까지
- 2014.03.03~2014.05.13 손정의, 300년 기업을 꿈꾸다

#### 신성원의 문화읽기(KBS 1라디오)
- 2012.03.25 존 르카레 作 팅커, 테일러, 솔저, 스파이
- 2012.12.02 더글라스 애덤스 作 은하수를 여행하는 히치하이커를 위한 안내서
- 2013.01.13 얀 마텔 作 파이 이야기
- 2013.01.20 윌리엄 스타이런 作 소피의 선택
- 2013.02.17 귓타프 플로베르 作 마담 보바리
- 2013.02.24 오쿠다 히데오 作 남짝으로 튀어
- 2013.03.10 박현욱 作 아내가 결혼했다
- 2013.03.24 스티븐 킹 作 그린 마일
- 2013.04.28 피츠 제럴드 作 위대한 개츠비
- 2013.06.02 밀란 쿤데라 作 배신당한 유언들
- 2013.07.07 다나자키 준이치로 作 미친 사랑
- 2013.07.28 무라카미 하루키 作 색채가 없는 다자키 쓰쿠루와 그가 순례를 떠난 해
- 2013.08.04 웨이드 데이비스 作 나는 좀비를 보았다
- 2013.08.11 에바 일루즈 作 사랑은 왜 아픈가
- 2013.08.18 장 마르크 로셰트, 자크 로브 作 설국열차
- 2013.08.25 오쿠다 히데오 作 소문의 여자
- 2013.09.01 애거서 크리스티 作 쥐덪
- 2013.09.08 애거서 크리스티 作 그리고 아무도 없었다
- 2013.09.29 천운영 作 엄마도 아시다시피
- 2013.10.06 최인호 作 타인의 방
- 2013.10.13 위화 作 제7일
- 2013.10.20 파스칼 키냐르 作 세상의 모든 아침

#### 책 읽는 밤(KBS 1라디오)
- 2013.06.12 헤르만 헤세 作 수레바퀴 아래서
- 2013.07.10 제래드 다이아몬드 作 어제까지의 세계
- 2013.07.12 엄청나게 시끄럽고,믿을 수 없게 가까운
- 2013.09.13 굿모닝 에브리원
- 2013.10.18 컬러풀
- 2013.10.23 헤르만 헤세 作 나르치스와 골드문트
- 2013.11.08 루이스 세풀베다 作 연애소설 읽는 노인
- 2013.11.13 톨스토이 作 안나 카레니나
- 2013.11.20 김훈 作 남한산성
- 2013.11.21 스티브 맥비커 作 아이 러브 필립 모리스
- 2013.12.17 이경선 作 국경없는 과학기술자들
- 2013.12.26 케슬린 게이 作 왜 식량이 문제일까?
- 2013.12.27 호빗
- 2014.01.03 보리스 파스테르나르 作 닥터 지바고 (1)
- 2014.01.04 보리스 파스테르나르 作 닥터 지바고 (2)

#### 특집 라디오(KBS 라디오)
- 2012.10.28 3R 특집 아주 특별한 기부, 내 인생의 책 - 김승옥의 무진기행 (나)
- 2014.01.31 KBS 한민족 방송 연중기획 <이제, 나는 대한민국 국민입니다> 제 1부 땟골마을 사람들 (아버지 / 신기헌 팀장)
- 2014.04.29 KBS 한민족 방송 연중기획 <이제, 나는 대한민국 국민입니다> 제 4부 사할린 동포 허남훈의 망향가 (허남훈)
- 2014.07.29 KBS 한민족 방송 연중기획 <이제, 나는 대한민국 국민입니다> 제 7부 정성산의 평양 마리아 (후배)
- 2014.09.30 KBS 한민족 방송 연중기획 <이제, 나는 대한민국 국민입니다> 제 9부 인간이고 싶다 탈북작가 김혜숙 (남편)
- 2014.10.31 KBS 한민족 방송, 1라디오 공동기획 <한국 근대문학 기행, 모란 소나기 그리고 서시> 제 3편 별이 된 시인 윤동주 (시 낭독)

### 드라마CD
- ACO 랑가쥬 – 박수현/우유인 아버지 (2014)
- 시,연 삼국지화 – 주유 (2014)
- VOICE BOOK 전화 걸어주는 남자 – 류 (2015)
- ACO 맹세 – 이세율/이시윤 (2016)
- 야해 밤바다 테일코트 (2016)
- VOICE BOOK Death Match Holy Door, The Final – 이하라 (2016)
- ACO 모멘텀 – 루이 칼렌 (2017)
- 야해 밤바다 천추 4 - 각천대사 (2019)
- ACO Walk On Water – 에드 텔벗/박여운 (2019)
- ACO 불가역 - 채강 (2020)
- 겨울, 일 년 (3월의 보름을 조심하라 외전) (야해) - 패밀리 다섯째 외
- 게스트 : 폐허가 부른 손님 (ACO) - 빅 브라더
- 열두 살, 사이 (야해) - 현태일
- 버드나무 로맨스 (ACO) - 이록
- 귀태 (ACO) - 왕
- 사랑하는 소년 (ACO) - 유재하 (2023)
- 야해 밤바다 도둑들 - 강태한 외
- 불우한 삶 (ACO) - 제롬 화이트
- 로맨틱 캡틴 달링 (플링) - 단테 베일리 (2024)

### 애니메이션 영화
- 괴물의 아이 - 이치로 히코 (2015)

### 게임
- 꿈왕국과 잠자는 100명의 왕자님 - 수하

### 특촬물
- 퓨어엔젤 미라클 매직 (투니버스) - 직원

### 기타
- 구글 어시스턴트